# Kevin Miehm
Kevin Miehm (* 10. Oktober 1969 in Kitchener, Ontario) ist ein ehemaliger kanadischer Eishockeyspieler. Er war unter anderem in der DEL für die Adler Mannheim und die Nürnberg Ice Tigers aktiv. 

## Karriere
Kevin Miehm spielte zunächst als Stürmer für die Oshawa Generals in der Ontario Hockey League (OHL), ehe er im NHL Entry Draft 1987 von dem NHL-Team der St. Louis Blues an 54. Position in der dritten Runde verpflichtet wurde.
Da er sich in der NHL zunächst nicht wie gewünscht durchsetzen konnte, setzten ihn die Blues in ihrem Farmteam, den Peoria Rivermen in der International Hockey League (IHL) ein, bevor es ihm in der Saison 1992/93 gelang in der Mannschaft der St. Louis Blues unterzukommen. Seine Karriere in Missouri war jedoch nur von kurzer Dauer. Immer wieder musste er den Weg in die IHL zu den Peoria Rivermen antreten und kam daher bis zur Saison 1993/94 nur zu 24 Einsätzen in der NHL. Dabei erzielte er sechs Scorerpunkte. Über die Fort Wayne Komets und die Michigan K-Wings, beides Mannschaften aus der IHL, kam er 1996 nach Europa, wo er zunächst für zwei Jahre in der Eishockeyabteilung des Villacher SV, dem EC VSV, die in der österreichischen Eishockey-Bundesliga aktiv waren, unterkam. In der ersten Saison erzielte er insgesamt 100 Scorerpunkte bei 45 Spielen und war damit einer der auffälligsten Spieler der Mannschaft aus Kärnten. Mitten in der Saison 1998/99 kam er nach Mannheim und wurde dann nach 32 Spielen mit den Adler Mannheim unter Trainer Lance Nethery Deutscher Meister. Er selbst steuerte 18 Scorerpunkte zur Meisterschaft bei. Der Eishockeylegionär spielte in der darauffolgenden Saison für zwei Mannschaften, einmal für VEU Feldkirch aus Österreich, für die er in 25 Spielen 59 Scorerpunkte (20 Tore) erzielte und dann für die DEL-Mannschaft der Nürnberg Ice Tigers, für die er dann bis zur Saison 2000/01 in zusammen 77 Spielen insgesamt 12 Tore bei 56 Scorerpunkten erreichte. In der britischen Ice Hockey Superleague beendete er dann ein Jahr später bei den Sheffield Steelers seine Laufbahn. 
Kevin Miehm galt als sehr fairer Spieler. In 109 Spielen in der DEL erhielt er nur 44 Strafminuten und in der NHL lediglich acht Strafminuten.

## Erfolge und Auszeichnungen
- 1989 William Hanley Trophy
- 1999 Deutscher Meister mit den Adler Mannheim